# Teucholabis (Teucholabis) nigrirostris
Teucholabis (Teucholabis) nigrirostris is een tweevleugelige uit de familie steltmuggen (Limoniidae). De soort komt voor in het Australaziatisch gebied.